# Преваље под Кримом
Преваље под Кримом (словен. Prevalje pod Krimom) је насељено место у општини Брезовица, Средњесловенска регија, Словенија.

## Историја
До територијалне реорганизације у Словенији било је у саставу града Љубљане, односно старе општине Вич–Рудник.

## Становништво
У попису становништва из 2011. године, Преваље под Кримом је имало 187 становника.
| Број становника према пописима | Број становника према пописима | Број становника према пописима |
| ------------------------------ | ------------------------------ | ------------------------------ |
| 1991                           | 2002                           | 2011                           |
| 176                            | 185                            | 187                            |

Напомена: До 1953. исказивано под именом Преваље.

## Галерија
- црква на Жалостни гори
- унутрашњост цркве